# Viktor Rembold (Ingenieur)
Franz Anton Viktor Julius Rembold (* 17. März 1884 in Schwäbisch Hall; † 25. März 1970 ebenda) war ein deutscher Schiffbauingenieur und Hochschullehrer.

## Leben
Rembold studierte an der Technischen Hochschule Stuttgart. Er wechselte 1910 nach Kiel zur Germaniawerft (Krupp AG) und leitete die Konstruktion für Schiffsdieselmotoren und während des Ersten Weltkrieges für Unterseeboots-Maschinen. 1919 wechselte er zur Deutsche Werke AG in Kiel als späterer Konstruktionsdirektor. Nach der Promotion an der TH Stuttgart 1920 wurde er in der Nachfolge für Walter Mentz 1924 als ordentlicher Professor für Schiffsmaschinen- und Dampfkesselbau an die Technische Hochschule Danzig berufen. 1929 bis 1931 war Rembold Senator der Freien Stadt Danzig. In dieser Funktion sorgte er für den Einsatz von Wasserstoff als Brennstoff. Bereits in den dreißiger Jahren fuhren damit Busse der Danziger Verkehrsbetriebe.
Im November 1933 unterzeichnete er das Bekenntnis der deutschen Professoren zu Adolf Hitler. Im Februar 1945 floh er aus Danzig und zog nach Schwäbisch Hall. 1946 wurde er an die Technische Hochschule Stuttgart für die Kolbenmaschinen und Dampfkessel berufen, wo er bis 1954 lehrte.
Sein Vater war der württembergische Landtagsabgeordnete Viktor Rembold (* 1846; † 1916).

## Schriften
- Über das Anlassen und Umsteuern von Dieselmotoren zum Antrieb von Handelsschiffen mittels Preßluft, 1921 (= Dissertation)